# Kismaszat és a Gézengúzok (film)
A Kismaszat és a Gézengúzok 1984-ben bemutatott ifjúsági tévéfilm. Rendező Markos Miklós. Főszereplő a gyerekek mellett Bodrogi Gyula.

## Cselekménye
|  | Alább a cselekmény részletei következnek! |

Fiatal svéd turista házaspár (mindkettőn narancsszínű hátizsák) svéd nyelven veszekszik egy budapesti utcán.  (Nincs feliratozás.) Egy éves körüli fiuk az apja nyakában ül.
Az anya vásárolni megy egy közértbe, a férj kint marad a bolt előtt a gyerekkocsiban ülő gyerekkel, majd ő is bemegy a boltba, ahol folytatódik a kettejük közötti hangos szóváltás (talán a vásárláson folyik a vita). Az apa kimegy a bolt elé a gyerekhez.  Az anya Túró Rudit akar venni, egy svédül beszélő magyar vásárló segít neki ebben. Az apa elköszön a gyerektől, és elindul városnézésre, hallgatólagosan az anyára bízva a gyereket. Az utcán árurakodás miatt a gyerekkocsit kissé arrébb tolja egy rakodómunkás. Az anya kilépve a boltból nem látja sem a férjét, sem a gyereket, ezért azt hiszi, együtt mentek el, így városnézésre indul egyedül.
Tercsi éppen a bolthoz érkezik, s hogy el ne felejtse, mit kell vennie, mondókaszerűen ismételgeti: „tej-vaj-tojás-kenyér”.
Az utcán közlekedési baleset történik, egy Trabant felborul. A gyerekkocsiban ülő gyerek sírni kezd, Tercsi próbálja vigasztalni. Azt hiszi, hogy a gyermek a balesetet szenvedett nő gyereke, de a helyszínre érkező rendőr elküldi a kislányt, így ő hazatolja a gyereket.
Az apa is nyugodt a városnézés közben, mivel azt hiszi, hogy a gyerekre az anyja vigyáz. (A filmből nem derül ki, min vesztek össze, mit mondott egymásnak a házaspár.)
Tercsi segítségül hívja két barátját, hogy közösen felkutassák a gyerek szüleit. Ők hárman a „Gézengúzok”, akik egész Budapestet felforgatják, hogy a gyereket, akit elneveznek Kismaszatnak, visszajuttassák a szüleihez. Először a kórházban próbálkoznak, ahová a balesetet szenvedett nőt vitték, de ő tagadja, hogy neki gyereke lenne. Majd egy kutyás emberhez viszik a gyereket, de ő sem az igazi szülő. A keresésben nagy segítséget jelent Döme, a taxis (Bodrogi Gyula), aki a többi taxis segítségét is igénybe veszi a keresésben.
Amikor Kismaszat apukája és anyukája este – külön-külön, de egy időben – hazatérnek a városnézésből a Római parti kempingbe, meglepve látják, hogy a gyerek egyiküknél sincs, de szerencsére mégis ott van, és a gyerekkocsit tolja (ugyanis a Gézengúzok ide hozták, és titokban élvezik sikerüket).
|  | Itt a vége a cselekmény részletezésének! |

## Szereposztás
- Ságodi Bence – Kismaszat
- Bodrogi Gyula – Döme, a taxis

az öt Gézengúz:
- Jávor Zsófi – Tercsi
- Csőre Gábor – Karcsi
- Pálok Sándor – Berci
- Dégi János – Laci
- Egy kutya – Berta

- Maronka Csilla – Kismaszat anyja
- Schlanger András – Kismaszat apja
- Pásztor Erzsi – Pancsáné, bolti pénztáros
- Komlós Juci – Horváth néni, Hajdú szomszédja
- Dégi István – Hajdú, kutyatulajdonos
- Ambrus András – rendőr a baleset helyszínén
- Bánhidi László – portás a kórházban
- Szerencsi Hugó – lottóárus
- Bencze Ferenc – rendőr a rendőrautóban
- Várhegyi Teréz – a boltból távozó nő, aki megsérül a balesetben
- Halász László – taxis kék taxival
- Horkai János – a bolt vezetője
- Mányai Zsuzsa – eladó a boltban
- Czigány Judit – eladó a boltban
- Szilágyi István – taxis piros taxival
- Zsudi József
- Hacser Józsa – járókelő, akit többször felborítanak
- Kádár Flóra
- Vass Éva (szinkronhangja: Detre Annamária)
- Bittera Judit
- Agárdi László
- Bán Zoltán
- Karádi Judit
- Bősze Péter
- Losonczy Ariel
- Guttin András
- Lukácsy Katalin
- Pálmafy Marianna
- Kalmár Tamás
- Simon Edit
- Nagy Zoltán
- Szabó Éva - Tercsi anyja, aki ruhaboltban eladó
- Orosz István
- Szegi Éva
- Romhányi Rudolf
- Sz. Nagy Ildikó

## Megjelenése
A filmet kétszer is kiadták DVD-n, az elsőt mono hanggal, a másodikat Dolby Digital 2.0-val.

## Forgatási helyszínek
- Hősök tere, Budapest, Magyarország
- Városliget, Budapest
- Budai Várnegyed, Budapest

## Érdekesség
- Amikor Tercsi bemegy az anyukájához az üzletbe, ahol dolgozik, hogy 100 forintot kérjen, az anyukája éppen a svéd anyukát szolgálja ki, aki a gyerekének keres valamit. Kismaszat eközben az utcán van a babakocsiban, a Berta nevű fekete terrier társaságában.